# Amapá (oraș)
Amapá este un oraș în unitatea federativă Amapá (AP) din Brazilia.